# Copris usambaricus
Copris usambaricus är en skalbaggsart som beskrevs av Gillet 1908. Copris usambaricus ingår i släktet Copris och familjen bladhorningar. Inga underarter finns listade i Catalogue of Life.